# Dianthus bolusii
Dianthus bolusii là loài thực vật có hoa thuộc họ Cẩm chướng. Loài này được Burtt Davy mô tả khoa học đầu tiên năm 1922.